# Livingston (Alabama)
Livingston es una ciudad ubicada en el condado de Sumter en el estado estadounidense de Alabama. En el censo de 2000, su población era de 3297.

## Demografía
En el 2000 la renta per cápita promedia del hogar era de $ 13.516$, y el ingreso promedio para una familia era de 22.500$. El ingreso per cápita para la localidad era de 11.640$. Los hombres tenían un ingreso per cápita de 31.838$ contra 20.833$ para las mujeres.

## Geografía
Livingston está situado en 32°35′14″N 88°11′17″O / 32.58722, -88.18806 (32.587332, -88.188161)
Según la Oficina del Censo de los EE. UU., la ciudad tiene un área total de 7.20 millas cuadradas (18.66 km²).